# Belén Esteban Menéndez
 (décembre 2014).
Si vous disposez d'ouvrages ou d'articles de référence ou si vous connaissez des sites web de qualité traitant du thème abordé ici, merci de compléter l'article en donnant les références utiles à sa vérifiabilité et en les liant à la section « Notes et références ».
Belén Esteban Menéndez, née le 9 novembre 1973 à Madrid, est une animatrice de divers programmes de télévision et une personnalité médiatique espagnole.

## Biographie
Fille de Francisco Esteban (décédé en 2006 des suites d’un cancer) et de María del Carmen Menéndez, elle a vécu une enfance modeste dans le quartier « San Blas » de Madrid.
Elle obtient sa notoriété grâce à sa relation avec le torero Jesulín de Ubrique en 1998 qui est suivie par la presse people espagnole. Ils ont une fille, qui naît le 20 juillet 1999, Andrea Janeiro Esteban.
La naissance de leur fille est le motif qui l'amène à se déplacer définitivement chez son époux dans la propriété « Ambiciones » située au village de « El Bosque » à Cadix. Elle retourne en mai 2010 chez ses parents avec sa fille, à cause des problèmes avec sa belle-famille et son époux.

### Ascension médiatique
Lorsqu'elle se sépare du torero elle commence à travailler de façon continue comme animatrice dans des émissions people [Quoi ?]. Détestée par son ex belle-famille, les disputes entre les deux sont couverts par la presse. Elle va sur les plateaux de télévision et accorde des interviews aux magazines, pour montrer ses états d’âme et expliquer les problèmes d’une vie pleine de hauts et de bas. À partir de ce moment, « la princesse du peuple » comme elle a été surnommée[Par qui ?], devient un des personnages les plus populaires de la presse du cœur [Quoi ?] espagnole.
Grâce aux de nombreuses collaborations, elle peut s’acheter un appartement et avant de se remarier une deuxième fois, elle a plusieurs relations[réf. nécessaire]. En 2001, elle commence une romance avec l’entrepreneur Óscar Lozano qui dure un an et demi. Quatre mois et demi après avoir laissé l’entrepreneur, elle commence une relation avec « Dani DJ », qui travaille à la boîte propriété de son ex-amant. Après plusieurs mois, leur relation se termine. À partir de ce moment-là, ses problèmes de santé empirent à cause du diabète dont elle souffre et de la mort de son père en 2006.

### Mariages
Le 27 juin 2008, elle se marie avec Francisco Álvarez Gómez, un ami d'enfance. Après son mariage, elle décide de changer d'image. En 2009 elle fait une opération de chirurgie esthétique qui transforme son visage.
Plus récemment, elle découvre avec toute l’Espagne que son nouveau mari, patron d’un bar, l'a trompée. C'est un scoop de la principale chaîne concurrente, Antena 3. Plus tard, il préfère finalement se confesser à la chaîne de son épouse.

## Trajectoire médiatique
Elle débute à la télévision dans le programme Como la vida de la chaîne Antena 3 avec Alicia Senovilla. En 2002, elle commence à collaborer avec Ana Rosa Quintana dans ses programmes successifs, Sabor a ti, Dia a Dia et El programa de Ana Rosa sur différentes chaîne.
En 2009, elle abandonne le programme pour être la coprésentatrice du programme Salvame -Sauve-moi avec Jorge Javier Vázquez sur la chaîne Telecinco, où elle obtient sa plus grande notoriété publique.
Pendant ces années, elle accorde plusieurs exclusivités aux revues de presse du cœur espagnoles et aux couvertures dans le magazine Interviú. Elle fait aussi des collaborations avec d’autres programmes de télévision importants en Espagne comme : ¿Dónde estás, corazón?, Crónicas marcianas, Salsa Rosa, La noria ou Gran Hermano, etc.
Le 10 novembre 2009, « Telecinco » annonce que Belén Esteban sera la personne qui, avec son camarade de Sálvame, Jorge Javier Vázquez, retransmettra les Douze coups de minuit de fin d’année 2009 sur la chaîne. Après l’annonce, elle décide de faire plusieurs interventions de chirurgie esthétique, fait qui entraîne une grande attente et, est suivi à la fois par les programmes et magazines du cœur et par la presse sérieuse.
Après l’opération chirurgicale, elle réalise un reportage dans le magazine Lecturas où elle montre son nouveau visage. Le magazine bat un record en ventes et épuise en peu de temps les 400 000 exemplaires édités. Sa réapparition télévisuelle après l’opération dans son programme Sálvame, entraîne une moyenne de 3 147 000 spectateurs et 26 points d’audimat, sept points de plus que la moyenne de la chaîne.
La retransmission de la fête de fin d’année 2009, par la chaîne Telecinco à 2 836 000 spectateurs et 20,4% d’audimat, ce qui est, selon la chaîne, le meilleur résultat d’une chaîne privée, lors d’une fête de fin d’année.

## Télévision
- Sabor a ti – magazine télévisuel (Antena 3, 1999-2004); comme animatrice
- Día a Día – magazine télévisuel (Telecinco, 2004); comme animatrice
- El programa de Ana Rosa - magazine télévisuel (Telecinco, 2005-2009); comme animatrice
- Sálvame - magazine télévisuel (Telecinco, 2009- actualité, comme coprésentatrice
- La noria - magazine télévisuel (Telecinco, 2009- actualité);
- Sálvame Deluxe - magazine télévisuel (Telecinco, 2009- actualité);
- Douze coups de minuit de fin d’année (2009-2010 avec Jorge Javier Vázquez (Telecinco).
- ¡Más Que Baile! - Version espagnole de Dancing with the Stars (Telecinco, 2010, comme participante);
- Sálvame pirata - magazine télévisuel (Telecinco.es - LaSiete, 2009- actualité) comme coprésentatrice.
- Gran Hermano VIP 3 - Version espagnole de Celebrity Big Brother (Telecinco, 2015, participante gagnante)